# Teorija superstrun
Teoríja súperstrún je sodobna fizikalna teorija, ki poskuša opisati vse osnovne delce in osnovne sile narave z enotnim prijemom. Osnovne delce opisuje kot tanke valujoče supersimetrične strune v prostoru in ne kot dobro določene sfere (krogle). Teorija vključuje 11 razsežnosti, od katerih lahko v fizičnem prostoru in času opazujemo samo 4; druge so zvite v nekakšne obroče. Trem razsežnostim pa je pridružen tudi čas, ki ga je kot četrto razsežnost v prostoru-času vpeljal Einstein. Eno od osrednjih težav, ki jih ta teorija mora razrešiti je, zakaj se okoli supermasivnih črnih lukenj v središčih aktivnih galaksij snov premika hitreje od svetlobe, kar je vidno iz rdečega premika. Samo ukrivljenost prostora in časa pa je dobro pojasnila posebna teorija relativnosti.
Teorija superstun velja za eno od najobetavnejših teorij kvantne gravitacije. Teorija superstrun je okrajšava za »teorijo supersimetričnih strun«, saj je z razliko od bozonske teorije strun različica teorije strun, ki upošteva fermione in supersimetrijo.
Eden najtežjih problemov v fiziki je združitev splošne teorije relativnosti s kvantno mehaniko. V kvantni teoriji polja se pri obravnavi sil vedno pojavijo neskončne (in zaradi tega neuporabne) verjetnosti. Z renormalizacijskimi postopki je moč te neskončnosti pri obravnavi elektromagnetnih, močnih jedrskih in šibkih jedrskih sil odpraviti. Kar pa ni slučaj pri gravitacijski sili. Razvoj kvantne teorije gravitacije mora zaradi tega upoštevati drugačen pristop kot za ostale tri sile.
Osnovni gradniki so strune velikosti Planckove dolžine (1,6 · 10−35 m), ki valovijo z resonančnimi frekvencami. Napetost strune (8,9 · 1042 N) je približno 1040 krat večja od povprečne klavirske strune (735 N). Graviton (predlagani prenašalni delec gravitacijske sile) je po teoriji struna z valovno dolžino nič. Posebnost teorije je tudi, da ne bi bilo moč mersko ugotoviti razlik med strunami, ki se ovijajo okoli razsežnosti, manjšimi od njih samih, in tistimi, ki se gibljejo vzdolž večjih razsežnosti. To je lastnost T-dualnostii, kjer so pojavi v razsežnosti z velikostjo R enaki pojavom v razsežnostih velikosti 1/R. Singularnosti ni, ker vidne posledice »velikih zdrkov« nimajo nikoli velikost nič. Če se je Vesolje začelo v procesu tipa »velikega zdrka«, teorija strun zapoveduje, da nikoli ne more biti manjše kot je velikost strune in da se tedaj dejansko začne razširjati.